# جريدة يوميوري
 جريدة يوميوري  (باليابانية: 読売新聞) كبرى الجرائد اليابانية إلى جانب صحيفة أساهي وتعد أكثر الصحف انتشارا في العالم حيث تبيع 10 ملايين نسخة من الطبعة الصباحية و3.7 مليون نسخة من الطبعة المسائية. تأسست سنة 1874 وتصدر طبعتين يوميا كما أن لديها عدة طبعات محلية.

## طالع
الموقع الإنكليزي لصحيفة يوميوري

## إحالات
1. ↑  تقرير عن أوضاع الصحف اليابانية. نسخة محفوظة 05 يناير 2010 على موقع واي باك مشين.